# Marin Vătavu
Marin Vătavu (n. 20 mai 1982, Târgoviște, Dâmbovița, România) este un fotbalist român retras din activitate. A jucat în prima ligă românească la Dinamo, Universitatea Cluj, Unirea Urziceni și Pandurii Târgu Jiu. A antrenat CS Urban Titu, obținând promovarea în liga a III-a la capătul ediției de campionat 2023-2024. În intervalul iunie 2024 - februarie 2025 a fost antrenor principal al echipei Chindia Târgoviște, în liga a II-a.